# Xoridesopus nigrifemur
Xoridesopus nigrifemur är en stekelart som beskrevs av Gupta 1983. Xoridesopus nigrifemur ingår i släktet Xoridesopus och familjen brokparasitsteklar. Inga underarter finns listade i Catalogue of Life.